# خوسيه ماريا مونكادا تابيا
خوسيه ماريا مونكادا تابيا (بالإسبانية: José María Moncada)‏ (و. 1870 – 1945 م) هو صحفي، وسياسي من نيكاراغوا ولد في نيكاراغوا.
وهو عضو في ليبرالية .

## روابط خارجية
- خوسيه ماريا مونكادا تابيا على موقع الموسوعة البريطانية (الإنجليزية)